# Брэдли, Тони
Тони Ли Брэдли (англ. Tony Lee Bradley Jr; род. 8 января 1998, Бартоу, Флорида) — американский профессиональный баскетболист. Выступает на позиции центрового в клубе национальной баскетбольной ассоциации  «Индиана Пэйсерс». На студенческом уровне играл за университет Виргинии, с которой выиграл чемпионат NCAA в 2017 году.

## Профессиональная карьера

### Юта Джаз (2017—2020)
Брэдли был выбран на драфте НБА 2017 года клубом «Лос-Анджелес Лейкерс», а затем сразу обменян в клуб «Юта Джаз». 5 июля 2017 года Брэдли подписал контракт с «Ютой». Он дебютировал в НБА 5 ноября 2017 года в матче против «Хьюстон Рокетс». Также он играл за фарм-клуб «Солт-Лейк-Сити Старз» в Джи-Лиге

### Филадельфия Севенти Сиксерс (2020—2021)
22 ноября 2020 года Брэдли и драфт права на Сэйбена Ли были обменяны в «Детройт Пистонс» на денежную компенсацию. Уже через день Брэдли был обменян в клуб «Филадельфия Севенти Сиксерс» на Заира Смита.

### Оклахома-Сити Тандер (2021)
25 марта 2021 года Брэдли был обменян в «Оклахома-Сити Тандер» в рамках трехсторонней сделки с участием «Нью-Йорк Никс».

### Чикаго Буллз (2021—2023)
19 августа 2021 года Брэдли подписал годичный контракт с «Чикаго Буллз» с опцией игрока на второй год.
29 июня 2022 года Брэдли активировал опцию игрока в контракте с «Чикаго» и остался в клубе еще на год.
21 февраля 2023 года Брэдли был отчислен «Буллз».

### Техас Лэджендс (2023—2024)
20 октября 2023 года Брэдли подписал контракт с «Даллас Маверикс», но в тот же день был отчислен. 29 октября он присоединился к команде «Техас Лэджендс».

### Колледж-Парк Скайхокс (2024—2025)
7 октября 2024 года Брэдли подписал контракт с «Атлантой Хокс», но на следующий день был отчислен. 26 октября он присоединился к «Колледж-Парк Скайхокс».

### Индиана Пэйсерс (2025—настоящее время)
2 марта 2025 года Брэдли подписал 10-дневный контракт с командой «Индиана Пэйсерс». 13 марта он подписал второй 10-дневный контракт с командой. 23 марта «Пэйсерс» подписали Брэдли на оставшуюся часть сезона НБА 2024/25. 30 июня 2025 года «Пэйсерс» активировали опцию в контракте игрока, сохранив его в составе на сезон 2025/26.

## Статистика

### Статистика в НБА
| Сезон                                                                                    | Команда       | Регулярный сезон | Регулярный сезон | Регулярный сезон | Регулярный сезон | Регулярный сезон | Регулярный сезон | Регулярный сезон | Регулярный сезон | Регулярный сезон | Регулярный сезон | Регулярный сезон | Серия плей-офф | Серия плей-офф | Серия плей-офф | Серия плей-офф | Серия плей-офф | Серия плей-офф | Серия плей-офф | Серия плей-офф | Серия плей-офф | Серия плей-офф | Серия плей-офф |
| Сезон                                                                                    | Команда       | GP               | GS               | MPG              | FG%              | 3P%              | FT%              | RPG              | APG              | SPG              | BPG              | PPG              | GP             | GS             | MPG            | FG%            | 3P%            | FT%            | RPG            | APG            | SPG            | BPG            | PPG            |
| ---------------------------------------------------------------------------------------- | ------------- | ---------------- | ---------------- | ---------------- | ---------------- | ---------------- | ---------------- | ---------------- | ---------------- | ---------------- | ---------------- | ---------------- | -------------- | -------------- | -------------- | -------------- | -------------- | -------------- | -------------- | -------------- | -------------- | -------------- | -------------- |
| 2017/18                                                                                  | Юта           | 9                | 0                | 3,2              | 27,3             | 0,0              | 100,0            | 1,2              | 0,1              | 0,0              | 0,0              | 0,9              | 1              | 0              | 1,9            | 50,0           | -              | -              | 1,0            | 0,0            | 0,0            | 0,0            | 2,0            |
| 2018/19                                                                                  | Юта           | 3                | 0                | 12,0             | 50,0             | -                | 50,0             | 5,0              | 0,3              | 0,7              | 0,7              | 5,7              | Не участвовал  | Не участвовал  | Не участвовал  | Не участвовал  | Не участвовал  | Не участвовал  | Не участвовал  | Не участвовал  | Не участвовал  | Не участвовал  | Не участвовал  |
| 2019/20                                                                                  | Юта           | 58               | 3                | 11,4             | 66,7             | 100,0            | 65,2             | 4,6              | 0,4              | 0,2              | 0,6              | 4,9              | 6              | 0              | 8,1            | 22,2           | -              | 71,4           | 3,8            | 0,2            | 0,3            | 0,3            | 1,5            |
| 2020/21                                                                                  | Филадельфия   | 20               | 8                | 14,4             | 68,0             | 0,0              | 63,6             | 5,2              | 0,9              | 0,3              | 0,7              | 5,5              | Не участвовал  | Не участвовал  | Не участвовал  | Не участвовал  | Не участвовал  | Не участвовал  | Не участвовал  | Не участвовал  | Не участвовал  | Не участвовал  | Не участвовал  |
| 2020/21                                                                                  | Оклахома-Сити | 22               | 0                | 18,0             | 65,6             | 0,0              | 70,5             | 6,1              | 0,9              | 0,4              | 0,8              | 8,7              | Не участвовал  | Не участвовал  | Не участвовал  | Не участвовал  | Не участвовал  | Не участвовал  | Не участвовал  | Не участвовал  | Не участвовал  | Не участвовал  | Не участвовал  |
| 2021/22                                                                                  | Чикаго        | 55               | 7                | 10,0             | 58,5             | 0,0              | 65,5             | 3,4              | 0,5              | 0,2              | 0,6              | 3,0              | 2              | 0              | 4,0            | 100,0          | -              | -              | 2,0            | 0,5            | 0,0            | 0,0            | 5,0            |
| 2022/23                                                                                  | Чикаго        | 12               | 0                | 2,8              | 50,0             | 60,0             | 100,0            | 0,9              | 0,1              | 0,1              | 0,1              | 1,6              | Не участвовал  | Не участвовал  | Не участвовал  | Не участвовал  | Не участвовал  | Не участвовал  | Не участвовал  | Не участвовал  | Не участвовал  | Не участвовал  | Не участвовал  |
|                                                                                          | Всего         | 179              | 18               | 11,1             | 63,1             | 50,0             | 68,1             | 4,1              | 0,5              | 0,2              | 0,6              | 4,4              | 9              | 0              | 6,4            | 50,0           | -              | 71,4           | 3,1            | 0,2            | 0,2            | 0,2            | 2,3            |
| Наведите курсор мыши на аббревиатуры в заголовке таблицы, чтобы прочесть их расшифровку. |               |                  |                  |                  |                  |                  |                  |                  |                  |                  |                  |                  |                |                |                |                |                |                |                |                |                |                |                |

### Статистика в Джи-Лиге
| Сезон                                                                                    | Команда              | Регулярный сезон | Регулярный сезон | Регулярный сезон | Регулярный сезон | Регулярный сезон | Регулярный сезон | Регулярный сезон | Регулярный сезон | Регулярный сезон | Регулярный сезон | Регулярный сезон | Серия плей-офф | Серия плей-офф | Серия плей-офф | Серия плей-офф | Серия плей-офф | Серия плей-офф | Серия плей-офф | Серия плей-офф | Серия плей-офф | Серия плей-офф | Серия плей-офф |
| Сезон                                                                                    | Команда              | GP               | GS               | MPG              | FG%              | 3P%              | FT%              | RPG              | APG              | SPG              | BPG              | PPG              | GP             | GS             | MPG            | FG%            | 3P%            | FT%            | RPG            | APG            | SPG            | BPG            | PPG            |
| ---------------------------------------------------------------------------------------- | -------------------- | ---------------- | ---------------- | ---------------- | ---------------- | ---------------- | ---------------- | ---------------- | ---------------- | ---------------- | ---------------- | ---------------- | -------------- | -------------- | -------------- | -------------- | -------------- | -------------- | -------------- | -------------- | -------------- | -------------- | -------------- |
| 2017/18                                                                                  | Солт-Лейк-Сити Старз | 24               | 24               | 29,6             | 58,1             | 0,0              | 81,4             | 10,0             | 1,3              | 0,7              | 1,3              | 15,4             | Не участвовал  | Не участвовал  | Не участвовал  | Не участвовал  | Не участвовал  | Не участвовал  | Не участвовал  | Не участвовал  | Не участвовал  | Не участвовал  | Не участвовал  |
| 2018/19                                                                                  | Солт-Лейк-Сити Старз | 20               | 20               | 25,5             | 58,7             | 26,1             | 45,2             | 7,0              | 1,2              | 0,4              | 1,0              | 13,5             | 1              | 1              | 20,3           | 50,0           | 0,0            | 33,3           | 4,0            | 0,0            | 1,0            | 0,0            | 15,0           |
|                                                                                          | Всего                | 44               | 44               | 27,7             | 58,4             | 22,2             | 66,3             | 8,7              | 1,3              | 0,5              | 1,2              | 14,5             | 1              | 1              | 20,3           | 50,0           | 0,0            | 33,3           | 4,0            | 0,0            | 1,0            | 0,0            | 15,0           |
| Наведите курсор мыши на аббревиатуры в заголовке таблицы, чтобы прочесть их расшифровку. |                      |                  |                  |                  |                  |                  |                  |                  |                  |                  |                  |                  |                |                |                |                |                |                |                |                |                |                |                |

### Статистика в колледже
| Сезон                                                                                   | Команда           | GP | GS | MPG  | FG%  | 3P% | FT%  | RPG | APG | SPG | BPG | PPG |  |
| --------------------------------------------------------------------------------------- | ----------------- | -- | -- | ---- | ---- | --- | ---- | --- | --- | --- | --- | --- |  |
| 2016/17                                                                                 | Северная Каролина | 38 | 0  | 14,6 | 57,3 | -   | 61,9 | 5,1 | 0,6 | 0,3 | 0,6 | 7,1 |  |
|                                                                                         | Всего             | 38 | 0  | 14,6 | 57,3 | -   | 61,9 | 5,1 | 0,6 | 0,3 | 0,6 | 7,1 |  |
| Наведите курсор мыши на аббревиатуры в заголовке таблицы, чтобы прочесть их расшифровку |                   |    |    |      |      |     |      |     |     |     |     |     |  |